# Маркетт (Небраска)
Маркетт (англ. Marquette) — селище (англ. village) в США, в окрузі Гамільтон штату Небраска. Населення — 236 осіб (2020).

## Географія
Маркетт розташований за координатами 41°0′23″ пн. ш. 98°0′35″ зх. д. / 41.00639° пн. ш. 98.00972° зх. д. (41.006335, -98.009751).  За даними Бюро перепису населення США в 2010 році селище мало площу 0,54 км², уся площа — суходіл.

## Демографія
Згідно з переписом 2010 року, у селищі мешкало 229 осіб у 89 домогосподарствах у складі 68 родин. Густота населення становила 427 осіб/км².  Було 104 помешкання (194/км²).
Расовий склад населення:
| - 99,6 % — білих |

До двох чи більше рас належало 0,4 %. Частка іспаномовних становила 2,6 % від усіх жителів.
За віковим діапазоном населення розподілялося таким чином: 28,4 % — особи молодші 18 років, 58,5 % — особи у віці 18—64 років, 13,1 % — особи у віці 65 років та старші. Медіана віку мешканця становила 41,3 року. На 100 осіб жіночої статі у селищі припадало 106,3 чоловіків;  на 100 жінок у віці від 18 років та старших — 100,0 чоловіків також старших 18 років.
Середній дохід на одне домашнє господарство  становив 62 871 долар США (медіана — 44 167), а середній дохід на одну сім'ю — 70 066 доларів (медіана — 55 357). Медіана доходів становила 46 250 доларів для чоловіків та 24 821 долар для жінок. За межею бідності перебувало 11,3 % осіб, у тому числі 9,3 % дітей у віці до 18 років та 17,6 % осіб у віці 65 років та старших.
Цивільне працевлаштоване населення становило 129 осіб. Основні галузі зайнятості: роздрібна торгівля — 20,9 %, виробництво — 20,2 %, транспорт — 11,6 %, будівництво — 11,6 %.